# کریستین وودز
کریستین وودز (به انگلیسی: Christine Woods) یک بازیگر آمریکایی است که بیشتر بخاطر نقش جسیکا واندرهوف در سریال سلام خانم‌ها و مأمور ویژه اف‌بی‌آی، جنیس هاوک در سریال فلش فوروارد شهرت دارد.

## فیلم‌ها

### فیلم
- دیگر در این دنیا احساس در خانه بودن نمی‌کنم در نقش مردیث
- دوباره خانه در نقش دوست یوگا
- سرگردان ۲۰۱۹ در نقش مورفی

### سریال

#### نقش اصلی
- فلش فوروارد[۵][۶] ۱۸ قسمت
- سلام خانم‌ها ۸ قسمت
- مردگان متحرک (نقش دوره ای در فصل ۵)
- مرد با یک نقشه ۵ قسمت
- گریس و فرانکی ۳ قسمت

#### نقش مهمان
- سی‌اس‌آی: میامی قسمت: "Prey"
- آشنایی با مادر قسمت: "Third Wheel"
- دکتر هاوس قسمت: "Dying Changes Everything"
- ان‌سی‌آی‌اس قسمت: "Love & War"
- پرونده سرد قسمت: "Street Money"
- قلعه قسمت: "47 Seconds"
- کمدی بنگ! بنگ! قسمت: "Joseph Gordon-Levitt Wears a Heart T-Shirt and Blue Jeans"
- ان‌سی‌آی‌اس: نیواورلئان قسمت: "Hell on the High Water"
- فیلادلفیا همیشه آفتابی است قسمت: "Dennis' Double Life"

## جوایز
| سال  | جایزه                       | دسته‌بندی                  | کار                        | نتیجه    |
| ---- | --------------------------- | ------------------------- | -------------------------- | -------- |
| ۲۰۱۴ | جوایز فیلم ماوریک           | بهترین بازیگر نقش مکمل زن | فرانکی و مورچه (فیلم 2012) | نامزدشده |
| ۲۰۱۴ | جوایز کلاو                  | بهترین بازیگر زن          | فرانکی و مورچه (فیلم 2012) | نامزدشده |
| ۲۰۱۴ | جشنواره فیلم مستقل وایلد رز | بهترین بازیگر زن          | فرانکی و مورچه (فیلم 2012) | نامزدشده |
| ۲۰۱۴ | جشنواره فیلم زد فست         | عملکرد بازیگر برجسته      | فرانکی و مورچه (فیلم 2012) | برنده    |